# Esclarmonde
Esclarmonde ist eine Oper (Originalbezeichnung: „Opéra romanesque“) in vier Akten und acht Bildern mit einem Prolog und einem Epilog des französischen Komponisten Jules Massenet. Das Libretto stammt von Alfred Blau und Louis de Gramont. Die Uraufführung fand am 14. oder 15. Mai 1889 der Salle du Châtelet der Opéra-Comique in Paris statt.

## Handlung

### Prolog
Der byzantinische Kaiser Phorcas, der auch ein großer Magier ist, verkündet seinen Rücktritt als Kaiser zu Gunsten seiner Tochter Esclarmonde. Gleichzeitig hat er auch seine Zauberkraft auf seine Tochter übertragen. Allerdings muss Esclarmonde bis zu ihrem 20. Lebensjahr gegenüber Männern verschleiert auftreten. Nach ihrem 20. Geburtstag soll dann ein Turnier stattfinden, bei dem der zukünftige Gatte Esclarmondes ermittelt werden soll. Dieser soll dann auch die Kaiserkrone übernehmen. Bis dahin wird Parséїs, die Schwester von Esclarmonde, mit der Überwachung ihrer Schwester betraut. Der Prolog endet mit der Übergabe der Reichsinsignien, Krone und Schwert, an Esclarmonde.

### Erster Akt
Esclarmonde hat sich in den französischen Ritter Roland, den Herzog von Blois, verliebt. Dann erfährt sie, dass dieser tapfere Soldat Bathilde, die Tochter des französischen Königs heiraten werde. In dieser Situation bedient sich Esclarmonde ihrer Zauberkraft. Mit Hilfe der beschwörten Geister schafft sie es, Roland auf eine entlegene Insel zu locken. Dort plant sie ein Treffen mit ihm.

### Zweiter Akt
Roland und Esclarmonde treffen sich auf der Insel. Esclarmonde klärt ihn über ihre Zauberkraft auf und gesteht ihm ihre Liebe. Der völlig hingerissene Roland erliegt ihrem Charme, und es kommt zu einer Liebesnacht. Bei dieser Gelegenheit erhält er von seiner Geliebten ein Zauberschwert, mit dem er unbesiegbar wird. Die Bedingung ist die Geheimhaltung ihrer Beziehung. Sie verspricht, ihn mit Hilfe ihrer Zauberkraft täglich (oder besser nächtlich) zu besuchen, wo immer er sich auch aufhalte.

### Dritter Akt
Frankreich wird von den Sarazenen bedroht. Roland, der ja dank seines Zauberschwerts unbesiegbar ist, fordert den sarazenischen König zum Duell heraus. Er gewinnt dieses Duell natürlich. Damit ist die Bedrohung Frankreichs beendet, und der dankbare französische König will Roland nun zu seinem Schwiegersohn machen. Dieser schlägt aber zu aller Überraschung die Hand der Königstochter aus. Auf Nachfrage gesteht er seine Liebe zu Esclarmonde und erzählt von deren Zauberkraft. Daraufhin warnt ihn der Bischof von Blois vor Hexerei. Mit Hilfe ihrer Zauberkraft erscheint Esclarmonde und ist von ihrem Liebhaber enttäuscht, da dieser ihre Liebe verraten hat. Es kommt zu Handgreiflichkeiten, bei denen unter anderem Rolands Zauberschwert zerbricht. Dann verschwindet die erzürnte Esclarmonde in einem Feuermeer. Ihre Liebe zu Roland aber gibt sie nicht auf.

### Vierter Akt
In Byzanz steht das angekündigte Turnier zur Ermittlung eines Gatten für Esclarmonde bevor. Parséїs und deren Verlobter Enéas begeben sich zum Ex-Kaiser Phorcas, der mittlerweile zurückgezogen in einer Höhle lebt. Die beiden berichten ihm von dem Verhältnis zwischen Esclarmonde und Roland. Phorcas lässt Esclarmonde zu sich kommen und erklärt ihr, dass sie alles verlöre, wenn sie Roland nicht aufgeben würde. Außerdem würde Roland sterben müssen, falls sie ihn nicht aufgäbe. Schweren Herzens gibt sie nach und erklärt Roland bei der nächsten Gelegenheit, dass sie ihn nicht mehr lieben und daher aufgeben werde. Dieser ist verzweifelt, beschließt aber, trotz allem am Turnier um Esclarmondes Hand teilzunehmen.

### Epilog
Das Turnier, zu dem auch Phocras in die Stadt gekommen ist, wird von einem schwarz gekleideten Ritter gewonnen. Anschließend stellt sich heraus, dass dieser Ritter Roland war. Nun hat er ganz offiziell die Bedingung für die Erwerbung der Hand von Esclarmonde erfüllt. Nun kann sich auch Phorcas nicht mehr der Verbindung der beiden entgegenstellen.

## Gestaltung
Esclamonde ist eine der anspruchsvollsten Opern Massenets. Seine Musik ist deutlich von Richard Wagner beeinflusst. Trotzdem werden traditionelle französische Opernstrukturen und Melodik nicht aufgegeben.

### Orchester
Die Orchesterbesetzung der Oper enthält die folgenden Instrumente:
- Holzbläser: drei Flöten (3. auch Piccolo), zwei Oboen, Englischhorn, zwei Klarinetten, Bassklarinette, zwei Fagotte, Kontrafagott (oder Sarrusophon)
- Blechbläser: vier Hörner à piston, drei Trompeten à piston, drei Posaunen, Saxtuba
- Pauken, Schlagzeug: große Trommel, Becken, Triangel, Tamtam, Glockenspiel, kleine Trommel, Tamburin
- zwei Harfen
- Streicher
- Bühnenmusik hinter der Szene: Orgel, vier Trompeten à piston

### Musiknummern
Der Klavierauszug von Au Ménestrel/Heugel enthält die folgenden Musiknummern:
Prolog (erstes Bild)
- L’Empereur Phorcas: „Dignitaires! … Guerriers!“
- La Foule: „O divine Esclarmonde!“

Erster Akt (zweites Bild)
- Esclarmonde: „Roland!… Roland! Comme ce nom me trouble étrangement!“
  - „Comme il tient ma pensée“
- Parséïs: „O ma sœur, ma tendre souveraine“
  - „Parmi les rois régnants“
- Esclarmonde, Parséïs: „Ah! trop malheureuse Esclarmonde!“
- Énéas: „Salut, impératrice auguste et vénérée“
  - „En l’honneur de vos divins yeux“
- Esclarmonde, Parséïs, Énéas: „Oui, je permets l’espoir“
- Esclarmonde: „C’en est fait! Je ne résiste plus!“
  - „O lune, triple Hécate!“
  - „Esprits de l’air! Esprits de l’onde“
- Esclarmonde, Parséïs: „Dans la forêt des Ardennes“
  - „Sonne, ô cor, ton chant superbe“
- Esclarmonde: „Adieu, Parséïs! Ô sœur qui m’est chère“

Zweiter Akt (drittes Bild)
- Die Geister: Tanz
- Roland: „Où suis-je?… En quel lieu de la terre?“
- Unsichtbarer Chor: „Dans ce séjour inconnu“
- Esclarmonde: „Sois bénie, ô magie!“
  - „Nuit vénérée, ô Nuit!“
- Roland: „Quelle forme vers moi se penchait tout à l’heure?“
- Esclarmonde: „Si tu m’acceptes pour épouse“
- Esclarmonde, Roland: „Voici le divin moment!“
- Unsichtbarer Chor: „Hymen! Hymnénée!“
- Zwischenaktmusik

(viertes Bild)
- Roland: „Hélas!… ma bien-aimée, elle est donc terminée“
  - „Chère épouse, Ô chère maitresse“
- Esclarmonde: „Ami, songe au serment que tu dois respecter“
  - „Le chef des Sarrasins Sarwégur l’implacable“
  - „Chaque nuit, cher amant“
- Esclarmonde, Jungfrauen von Saint-Georges: „Vierges au cœur innocent, aux mains pures“
- Roland: „O glaive, à ton aspect je m’incline“
- Esclarmonde, Roland: „Garde-toi d’oublier ton serment“

Dritter Akt (fünftes Bild)
- Volk: „O Blois, misérable cité!“
- König Cléomer: „O mon peuple, en ces jours, d’alarmes“
- Kinder des Chores und Mönche: „Kyrie eleison!“
- Der Bischof: „Mettez en Dieu voitre espérance“
- Der König, das Volk: „Tout espoir est perdu!“
- Der sarazenische Gesandte: „Roi Cléomer, je viens connaitre la réponse“
- Roland: „Qui, s’est moi, reprends espoir, ô noble roi“
- Roland, der Bischof, der König, das Volk: „Jeunes guerriers, prenez vos armes“
- Der Bischof, Kinder, Frauen: „Mais tandis que Roland va combattre.“
  - „Dieu de miséricorde!… ô Père!“
- Das Volk: „Victoire! Victoire!“
- Der König: „Noble héros! je veux par une récompense“
- Roland: „Son époux? que répondre“
- Der Bischof, der König, das Volk: „Que dit-il? Par quel mystère?“
- Der König: „Pour tout autre que toi, Roland“
- Das Volk: „Gloire! chantons notre victoire“
- Roland: „Ah! loin de cette foule et de son allégresse!“

(sechstes Bild)
- Das Volk: „Gloire, chantons notre victoire!“
- Roland: „Le peuple délivré“
  - „La nuit bientôt sera venue“
- Roland, der Bischof: „Mon fils! Je te bénis!“
  - „Quoi! vous ici, mon père“
- Roland: „Pendant la nuit, elle est venue!“
- Der Bischof: „A genoux! Je ne saurais t’absoudre!“
- Esclarmonde, Roland: „Ah! c’est elle! O doux frisson d’amour!“
- Der Bischof, die Krieger und die Priester: „Au nom du père, au nom du fils!“
- Esclarmonde: „Roland! tu m’as trahie!“
  - „Regarde-les ces yeux“
- Der Bischof, die Priester: „Arrière! arrière! saisissez-la!“

Vierter Akt (siebtes Bild)
- Nymphen und Silvanen: Tanz
- Der byzantinische Herold: „Entendes tous ce que ma voix proclame“
- Parséïs, Énéas: „Qui, le délai marqué s’avance“
- Parséïs: „C’est en vous ge j’espère“
- Phorcas: „Les temps vont s’accomplir“
  - „Sort mystérieux auquel j’obéis“
  - „Que vois-je? Énéas! Parséïs!“
- Parséïs: „Des Esprits que jamais je n’ai vus qu’en tremblant!“
- Énéas, Parséïs: „Grâce pour elle! pitié!“
- Phorcas: „Esprits de l’air! Esprits de l’onde!“
- Esclarmonde: „D’une longue torpeur je sens que je m’éveille“
  - „En retrouvant la vie et la pensée“
- Esclarmonde, Parséïs, Énéas, Phorcas, Stimme der Geister: „Esclarmonde! ta déobéissance“
  - „Obéis! Esclarmonde à l’inflexible loi“
- Esclarmonde: „Donc pour sauver la vie à celui que j’adore“
- Esclarmonde, Parséïs, Énéas, Phorcas: „Obéis! c’est le salut pour lui!“
- Esclarmonde: „J’accomplirai le sacrifice“
- Roland: „C’est elle! ma bien-aimée“
- Esclarmonde: „Jadis, j’étais digne de toi“
- Esclarmonde, Roland: „Le bonheur que rien n’achéve“
- Esclarmonde: „Ah! malheureuse! Au trépas, Roland par moi livré“
- Phorcas, die Stimme der Geister: „Réponds! réponds! réponds!“
- Roland: „Disparue! maudite!“

Epilog (achtes Bild)
- Phorcas: „Dignitaires!… Guerriers!“
- Die Menge: „O divine Esclarmonde!“
- Phorcas: „Auprès d’elle amenez le vainqueur“
- Roland: „Qu’importe que je me nomme!“
- Esclarmonde: „O joie! il refuse!“
- Parséïs, Énéas, Phorcas, die Menge: „O folie! il refuse!“
- Roland: „Esclarmonde! ciel! c’est toi que j’adorais!“
- Die Menge: „O divine Esclarmonde! O valeureux héros“

## Werkgeschichte
Die Uraufführung am 14. oder 15. Mai 1889 in der Salle du Châtelet der Opéra-Comique in Paris dirigierte Jules Danbé. Die Inszenierung stammte von Charles Ponchard, die Choreographie von Louise Marquet und die Kostüme von Charles Bianchini. Für die Ausstattung waren Antoine Lavastre, Eugène Carpezat, Amable Petit und Eugène Gardy zuständig. In der Hauptrolle der ersten Aufführungen sang die amerikanische Diva Sybil Sanderson, der der Komponist eine anspruchsvolle Koloratursopran-Rolle in die Partitur schrieb. Sanderson gilt auch als die Muse des Komponisten, der mehrere Rollen auf sie zuschnitt. Die übrigen Solorollen sangen Jeanne-Eugénie Nardi (Parséïs), Frédéric-Étienne Gibert (Roland), Émile-Alexandre Taskin (Phorcas), Maximilien-Nicolas „Max“ Bouvet (Bischof von Blois), Gustave Prosper Herbert (Énéas), Marcel [Martial] Boudouresque (König Cléomer), Étienne Troy (sarazenischer Gesandter) und Pierre Cornubert (byzantinischer Herold).
Die Oper hatte zunächst großen Erfolg. Mit der Zeit wurden die Aufführungen weniger. Trotzdem ist das Werk bis heute nie ganz aus den Spielplänen der Theater und Opernhäuser verschwunden, auch wenn es manchmal, wie z. B. am Anfang des 20. Jahrhunderts, längere Aufführungspausen gab. Die bisher letzten Aufführungen fanden im Jahr 2005 in Washington DC. und 2013 in Dessau statt.

## Aufnahmen
Weil die Oper bis in die Gegenwart immer wieder gespielt wird, gibt es auch vergleichsweise viele Einspielungen, hauptsächlich Aufnahmen ab den 1970er Jahren bis Mitte der 2010er Jahre.

## Digitalisate
- Esclarmonde (opera): Noten und Audiodateien im International Music Score Library Project
- Autographes Partitur-Manuskript. Digitalisat bei Gallica
- Klavierauszug des Verlags Au Ménestrel/Heugel (Paris). Digitalisat bei Gallica